# Wilhelm Hoffsümmer
Wilhelm „Willi“ Hoffsümmer (* 2. Mai 1941 in Hürth) ist ein deutscher katholischer Priester und Autor.

## Leben
Wilhelm „Willi“ Hoffsümmer studierte Theologie in Bonn, Freiburg im Breisgau und Köln. Ab 1967 war er als Kaplan an St. Suitbertus in Düsseldorf-Bilk tätig, von 1971 bis 1979 an St. Theresia vom Kinde Jesu in Düsseldorf-Garath. Von 1979 bis 2007 war Hoffsümmer Pfarrer an St. Pankratius in Paffendorf, von wo zwischen 1988 und 1995 acht Gottesdienste im ZDF übertragen wurden. Von 1995 bis 2007 war er zusätzlich an St. Cosmas und Damian in Bergheim-Glesch als Pfarrer tätig. Von 2007 bis 2016 war Hoffsümmer Pfarrvikar der Pfarrei St. Lambertus in Erftstadt-Bliesheim. Mit Ablauf des
31. Mai 2016 wurde Hoffsümmer in den Ruhestand versetzt sowie mit Wirkung vom 1. Juni 2016 für die Dauer von zunächst einem Jahr zum Subsidiar an den Pfarreien St. Lambertus in Erftstadt-Bliesheim, St. Martinus in Erftstadt-Kierdorf, St. Joseph in Erftstadt-Köttingen, St. Michael in Erftstadt-Blessem, St. Barbara in Erftstadt-Liblar und St. Alban in Erftstadt-Liblar im Seelsorgebereich Erftstadt-Ville des Dekanates Erftstadt ernannt.
Hoffsümmer betätigt sich auch als Buchautor sowie als Herausgeber von Sammelveröffentlichungen. Insgesamt veröffentlichte er bisher über 100 Werke, die sich hauptsächlich mit der Gestaltung von Familien-, Kinder- und Jugendgottesdiensten befassen. Weite Verbreitung fanden seine Sammlungen von Kurzgeschichten für Gottesdienst, Schule und Gruppe, die in mehreren Bänden erschienen. Teilweise wurden seine Werke in mehrere Sprachen übersetzt, unter anderem ins Englische, Portugiesische, Finnische, Dänische und verschiedene osteuropäische Sprachen. Die Gesamtauflage seiner Veröffentlichungen beträgt etwa 1,1 Millionen Exemplare.

## Ehrungen
Das Pfarrheim in Paffendorf, das 2007 saniert wurde, erhielt den Namen Willi Hoffsümmer Zentrum.

## Werke (Auswahl)
- 144 Zeichenpredigten durch das Kirchenjahr. Mit Gegenständen aus dem Alltag, Zeichnungen von Andreas Wittig. Matthias-Grünewald-Verlag, Mainz 1982, ISBN 3-7867-0995-5.
- 35 Ideen für Familiengottesdienste durch das Kirchenjahr. Matthias-Grünewald-Verlag, Ostfildern 2007, ISBN 3-7867-2640-X.
- 50 Ansprachen mit Symbolen für Trauergottesdienst und Beerdigung. Matthias-Grünewald-Verlag, 3. Aufl. Ostfildern 2006, ISBN 3-7867-2576-4.
- Das große Buch der Kinder- und Familiengottesdienste. Herder-Verlag, Freiburg im Breisgau 2006, ISBN 3-451-28964-4.
- Mit Symbolen den Glauben verstehen. 55 Ideen zum Kirchenjahr für Gottesdienst und Gemeinde. Schwabenverlag, Ostfildern 2020, ISBN 978-3-7966-1797-3.